# Tastavinsaurus
Tastavinsaurus là một chi khủng long, được Canudo Royo-Torres & Cuenca-Bescós mô tả khoa học năm 2008.